# Sikorsky S-64 Skycrane
El Sikorsky S-64 Skycrane es un helicóptero grúa estadounidense bimotor, diseñado para el transporte de cargas pesadas. Se trata de la versión civil del CH-54 Tarhe (grulla en la lengua de los indios iroqueses). El S-64 Aircrane es la versión que construye actualmente la compañía Erickson Air-Crane.

## Desarrollo

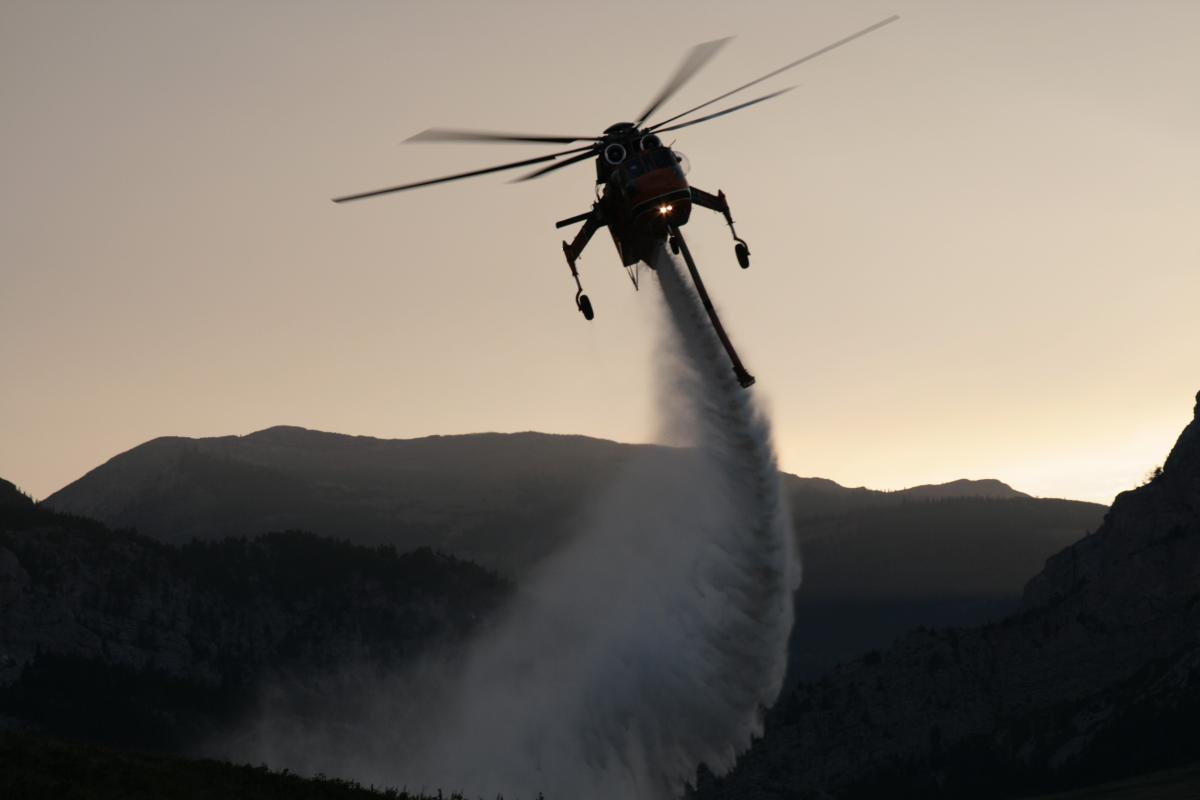
S-64 arrojando agua durante el incendio de Ahorn en Montana, septiembre de 2007. Foto de USFS.

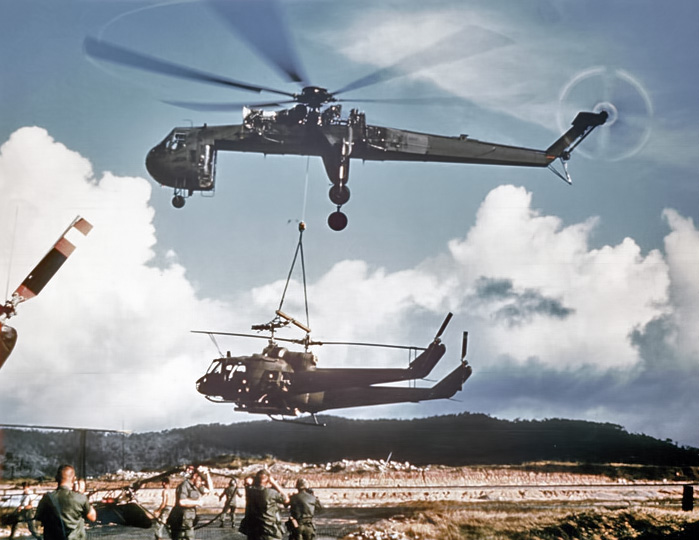
Un CH-54 elevando 2 Bell UH-1 Huey.

### Bajo Sikorsky
El prototipo S-60 Flying Crane (grúa volante) realizó su primer vuelo el 28 de marzo de 1959. Era capaz de elevar una carga útil de 5445 kg. Se estrelló en 1961. Este aparato se basaba en el Sikorsky S-56. 
El Sikorsky S-64 fue diseñado como una versión aumentada del S-60. El S-64 tenía un rotor principal de 6 palas, movido por dos motores turboeje JFTD-12A de 3020 kW (4050 shp). Efectuó su primer vuelo el 9 de mayo de 1962.
Como también debía ser construido para el ejército alemán (Bundeswehr), se construyeron otros dos aparatos para pruebas. Estos fueron entregados a la empresa Weser Flugzeugbau, que continuó su desarrollo, recibiendo el nombre de WFS-64A. Finalmente, Alemania no encarga los helicópteros Sikorsky. Estos prototipos estaban equipados con dos turbinas Pratt & Whitney JFTD12-4A de 3020 kW (4050 hp) cada una.
El Ejército de los Estados Unidos realizó en junio de 1963 un pedido inicial de seis helicópteros S-64A (con la designación CH-54A Tarhe). Su capacidad de carga fue aumentada montando dos turbinas Pratt & Whitney T73 P-1 de 3356 kW (4564 CV) cada una. Un pequeño número de S-64A y de la variante S-64E fueron construidos para el mercado civil.
La mayoría de estos aparatos entraron en servicio durante la guerra de Vietnam, dentro de la 478ª y la 291ª Compañías de Aviación. Su tarea principal consistía en transportar cargas de hasta 11 toneladas, como camiones, hospitales de campaña, barcos ligeros, aviones, otros helicópteros, talleres completos y tropas. Una de sus misiones especiales consistió en lanzar una bomba de 4356 kg sobre una zona boscosa a fin de disponer de una pista de aterrizaje. 
La versión básica fue concebida para usos civiles, no militares, por lo que el árbol de transmisión de los rotores no estaban carenados. Esto facilitaba enormemente las operaciones de mantenimiento y de reparación. Gracias a las largas patas de su tren de aterrizaje y a sus dimensiones, el Skycrane/Tarhe podía posarse sobre las cargas que debía elevar.
Un contenedor estándar (Universal Military Container) de 8,36 m de largo, 2,89 m de fondo y 1,98 m de alto encajaba exactamente bajo el CH-54. 
Para ayudar al piloto, el puesto de pilotaje del S-64 tenía en la pared trasera de la cabina una gran ventana que permitía vigilar la carga durante la maniobras de elevado, descarga o en vuelo. Las cargas se transportaban en contenedores estándar o mediante eslingas. Algunos aparatos fueron equipados con esquís para que pudieran posarse sobre el hielo.
En total, el ejército estadounidense recibió 97 Tarhe entre 1964 y 1972. Fueron reemplazados poco a poco por los Boeing Vertol CH-47 Chinook. Finalmente, solo la Guardia Nacional los seguía teniendo. El CH-54 fue finalmente retirado del servicio en 1993. 
Un Sikorsky CH-54B batió en 1972 el récord de altitud (11 200 m), que fue superado ese mismo año por Jean Boulet a los mandos de un SA-315 Lama (12 442 m).

### Bajo Erickson

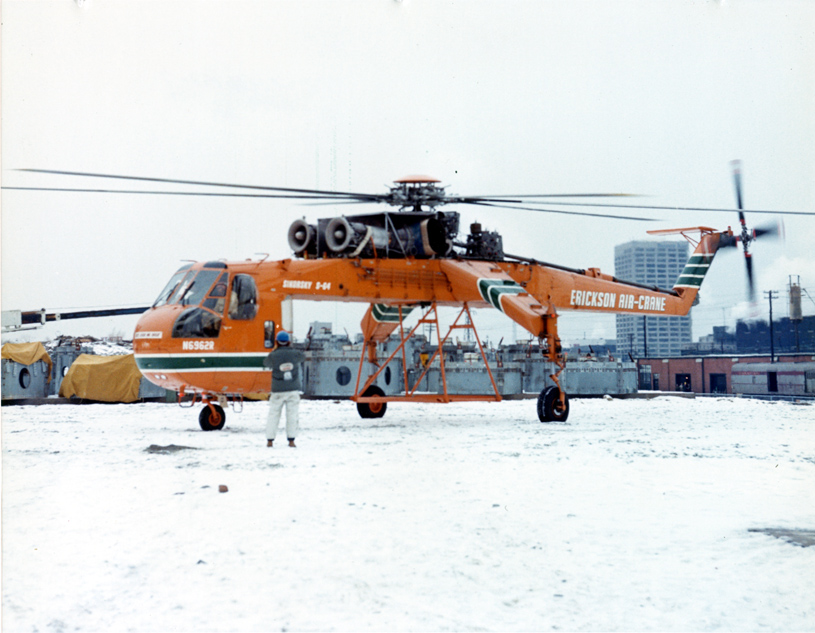
Un Erickson Air-Crane S-64.

Un S-64F del Servicio Forestal italiano de muestra en la HAI HeliExpo de 2005.

En 1992, la compañía Erickson Air-Crane compró las certificaciones y derechos de fabricación del S-64 a Sikorsky Aircraft. Desde entonces, Erickson Air-Crane se ha convertido en el fabricante y el mayor operador mundial del S-64 Aircrane y ha realizado más de 1350 cambios en el armazón, la instrumentación y las capacidades de carga del helicóptero. El Aircrane puede dotarse con un depósito fijo de unos 10 000 litros para almacenar productos retardantes del fuego, que se emplean en los incendios forestales, uso en el que el S-64 ha destacado. El helicóptero es capaz de recargar 10 000 litros de agua en 45 segundos, a través de un tubo de sólo 46 cm de ancho. Otros usos habituales son los trabajos forestales y en campos petrolíferos.
Además, algunos S-64 han sido vendidos a los servicios forestales italianos y coreanos, para realizar servicios de extinción de incendios y emergencias. Algunos de los aparatos que componen la flota de Erickson Air-Crane son alquilados a organizaciones, compañías y/o gobiernos de todo el mundo por diferentes periodos para su uso en extinción de incendios, protección civil, construcción y tala de árboles. 
Erickson está construyendo nuevos S-64, así como remodelando CH-54 ya existentes. Entre estos, los modelos que prestan servicio en el Ejército de los Estados Unidos, que están siendo modernizados con nuevos motores más potentes, a fin de alcanzar la especificación de 20 toneladas. Erickson inició la tradición de dar a cada S-64 un nombre propio, siendo el más conocido el "Elvis", que presta su servicio en Australia extinguiendo incendios forestales. Otros operadores, como por ejemplo Siller Brothers, han seguido esta tradición, como es el caso de su Sikorsky S-64 "Andy's Pryde". El Erickson S-64E apodado "Olga" se utilizó para levantar la sección que remataba la CN Tower de Toronto, Canadá.

## Variantes

### Sikorsky Skycrane
S-64
Helicóptero de transporte pesado, dotado con dos motores, se construyeron tres unidades.
S-64A
Seis aparatos de pruebas y evaluación para el Ejército de los Estados Unidos.
S-64E
Versión civil del CH-54A. Se fabricaron siete aparatos.

### Erickson Aircrane
S-64E
Se han actualizado y certificado varios aparatos CH-54A ya existentes. Se ha construido otro nuevo.
S-64F
Se han actualizado y certificado varios aparatos CH-54B. La planta motriz la componen dos motores Pratt & Whitney JFTD12-5A.

## Operadores
Canadá
- Canadian Air-Crane, Columbia Británica: 1 S-64E, 1 S-64F.

 Corea del Sur
- Servicio Forestal Coreano: 4 S-64E.[2]

 Estados Unidos
- Erickson Air-Crane
- Evergreen Helicopters, Inc.: 1 S-64E.
- Helicopter Transport Services, LLC: CH-54A, CH-54B.
- Siller Bros. Inc. Yuba City, California: 2 S-64E.

 Italia
- Corpo Forestale dello Stato (Servicio Forestal Italiano): 4 S-64F:

 Perú
- Aeromaster del Perú SAC: CH-54B.

### Antiguos operadores
Estados Unidos
- Columbia Helicopters[3]

## Accidentes
- "Gypsy Lady": estrellado en Rose Valley, California a finales de  2006.[4][5] Reconstruido y reincorporado al servicio.
- "Shirley Jean": S-64F; vendido a European Air-Crane alrededor de 2006 como I-SEAD; accidentado en Italia el 26 de abril de 2007.[6] Helicóptero destruido en un incendio tras estrellarse.[7]
- "Aurora": llamado así por el Aurora State Airport, base de operaciones de Columbia Helicopters, antiguo propietario del aparato.[3] Dado de baja el 26 de agosto de 2004 debido a una ruptura en vuelo.[8]

## Especificaciones (S-64E)
Referencia datos: The International Directory of Civil Aircraft

### Características generales
- Tripulación: Dos (piloto y copiloto), más un observador en una cabina trasera
- Capacidad: Hasta 5 personas
- Carga: 9072 kg
- Longitud: 21,4 m (70,2 ft) (fuselaje)
- Diámetro rotor principal: 22 m (72 ft)
- Altura: 5,7 m (18,6 ft)
- Área circular: 378,1 m² (4069,9 ft²)
- Peso vacío: 8724 kg (19 227,7 lb)
- Peso cargado: 19 050 kg (41 986,2 lb)
- Planta motriz: 2× turboeje Pratt & Whitney JFTD12-4A (T73-P-1).
  - Potencia: 3356 kW (4627 HP; 4564 CV) cada uno.
- Hélices: Rotor principal de 6 palas y rotor de cola de 4

### Rendimiento
- Velocidad máxima operativa (Vno): 203 km/h (126 MPH; 110 kt)
- Velocidad crucero (Vc): 169 km/h (105 MPH; 91 kt)
- Alcance: 370 km (200 nmi; 230 mi)
- Techo de vuelo: 2743 m (8999 ft)
- Régimen de ascenso: 6,8 m/s (1329 ft/min)

## Aeronaves relacionadas

### Desarrollos relacionados
- CH-54 Tarhe
- CH-53 Sea Stallion
- CH-53E Super Stallion

### Aeronaves similares
- Boeing CH-47 Chinook
- Mil Mi-10
- Mil Mi-6

### Secuencias de designación
- Secuencia S-_ (interna de Sikorsky): ← S-61 (S-61L/N/S-61R) - S-62 - S-63 - S-64 - S-65 - S-66 - S-67 →